# Sobontoro (Tambakboyo)
Sobontoro is een bestuurslaag in het regentschap Tuban van de provincie Oost-Java, Indonesië. Sobontoro telt 2388 inwoners (volkstelling 2010).